# Nour Hadhria
Nour Hadhria (in arabo نور حضرية‎?; 4 aprile 1990) è un ex calciatore tunisino, di ruolo attaccante.

## Caratteristiche tecniche
Trequartista, può giocare come ala su entrambe le fasce.